# 大交北部バス

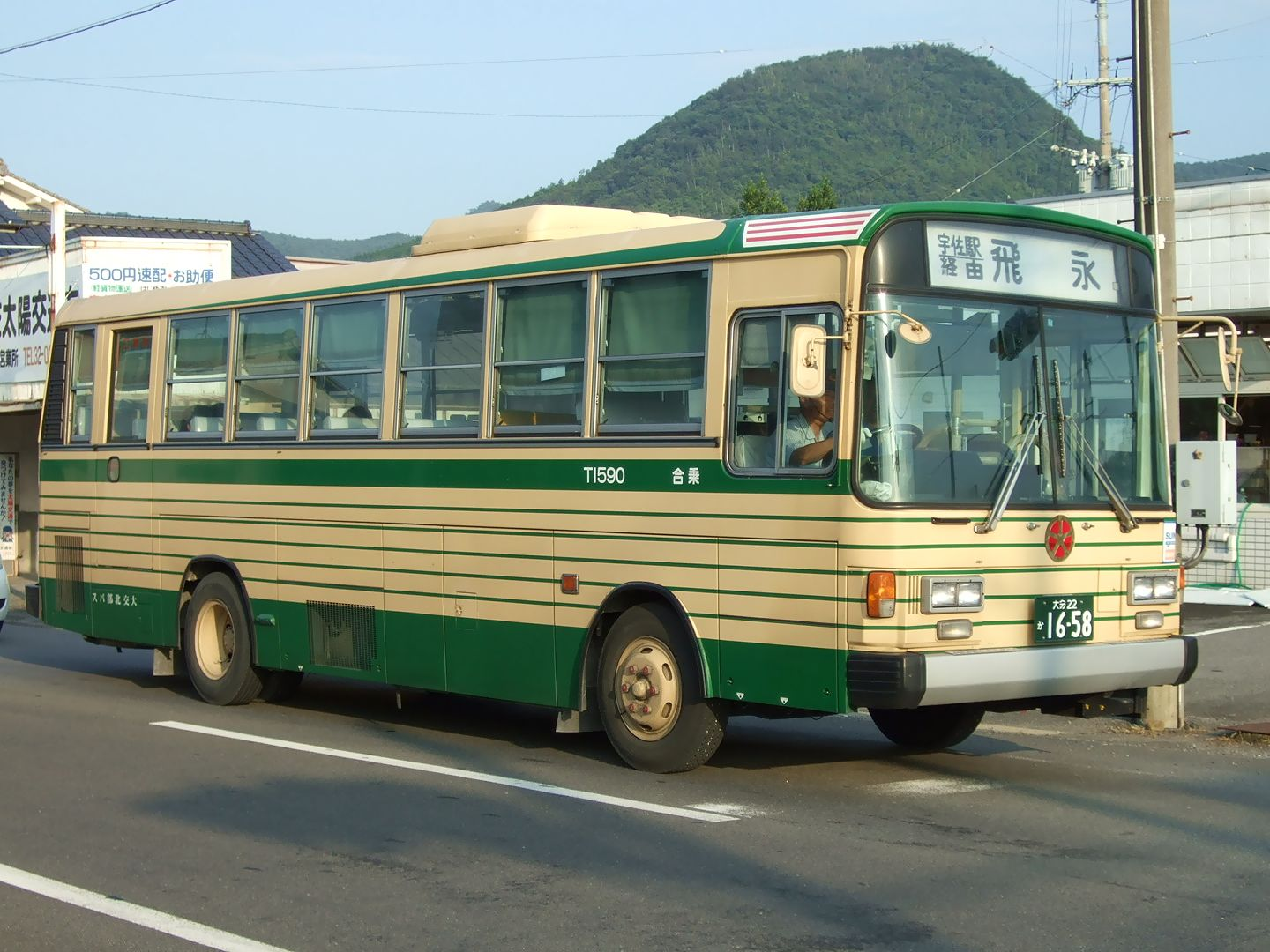
一般路線車（復刻塗装）

大交北部バス株式会社（だいこうほくぶバス）は、大分県の乗合バス・貸切バス事業者である。中津市・宇佐市・豊後高田市・国東市・日田市を中心に路線バスを運行するほか、一部路線は杵築市・福岡県豊前市・速見郡日出町へも乗り入れる。また、中津市、豊前市より委託を受けて中津市コミュニティバスの一部路線と豊前・中津コミュニティバスを運行を行っているほか、宇佐市のコミュニティバスの一部路線も受託しているほか、豊後高田市からもボンネットバスの運行を受託している。大分交通が100%出資する子会社である。中津市や宇佐市でスクールバスの受託も受けている。

## 沿革
1989年、大分交通の100%出資により中津観光バスと高田観光バスが設立され、前者には中津営業所および耶馬渓営業所、後者には高田営業所および安心院営業所が移管された。2005年10月1日、中津観光バスは高田観光バスを吸収合併し、さらに同年11月1日、大交北部バスと改称した。
2016年10月1日のダイヤ改正で路線や本数が大幅に見直された。
2019年10月1日のダイヤ改正では中津営業所管内と安心院営業所管内でさらに路線や本数の削減が行われた。
2020年10月1日のダイヤ改正時に安心院営業所が廃止された。

## 本社および営業所
本社所在地
中津市大字永添
営業所・車庫
- 中津営業所（中津市大字永添）
  - 日田車庫（日田市大字三和）
- 耶馬溪営業所（中津市耶馬溪町中曽）
- 高田営業所（豊後高田市新町）
  - 伊美車庫（国東市国見町伊美）
- 安心院（あじむ）営業所（宇佐市安心院町下毛）→2020年10月1日のダイヤ改正で廃止、車庫に格下げ。
  - 四日市車庫（宇佐市大字四日市）

## 主なバスターミナル
- 中津駅（中津市豊田町）
中津市中心部を発着するすべての一般路線バスが利用できる。出札機能もある。
- 豊後高田（豊後高田市新町）
豊後高田市中心部を発着するすべての一般路線バスが利用できる。出札機能もある。
- 四日市（宇佐市大字四日市）
宇佐市中心部を発着するすべての一般路線バスが利用できる。（ノースライナーは四日市は通らない）
- 安心院（宇佐市安心院町下毛）
宇佐市安心院・院内地区を発着する一般路線バスが利用できる。かつては営業所で出札機能もあったが、2020年10月1日のダイヤ改正で出札機能も廃止になった。2022年にバス停としても廃止になったが、車庫としては存続している。
- そのほか、柿坂（中津市、旧耶馬溪町中心部）・守実温泉（中津市、旧山国町中心部）などがターミナルとなる。

## 車両
- 中津営業所は三菱、日野と日産ディーゼル、耶馬溪営業所と高田営業所はいすゞが主力である。
- 2003年、高田観光に大分交通の旧塗装をまとった車輌が登場(路線車のみ、通称トラバス)。大交北部バス発足後、在来車への塗り替えが進んでおり、特に高田営業所は大半の車輌が塗り替えられている。
- 大交北部バス発足後しばらくは新車の導入は無かったが、2007年にいすゞエルガミオワンステップ(PA-LR234J1改)、2009年と2010年に同ノンステップ(PDG-LR234J2)がそれぞれ導入された。
- 2017年に中津市が保有し当社に貸与する公有民営方式により日野・ポンチョ3台が導入された[1]。公有民営方式でのバス導入は九州初。2005年以前からの中津市域で運行する1台には中津城・福澤諭吉旧居・一万円紙幣などをあしらったラッピングが、旧三光村域発着の路線で運行する2台には八面山や三光コスモス園をあしらったラッピングが施されたが、ラッピングの劣化により2022年に新デザインに変更され、福沢諭吉をデザインした「ゆきち号」、中津市の特産品であるハモをデザインした「はも号」、大分交通耶馬渓線キハ601「やまびこ」をデザインした「やまびこ号」となった。
- 豊後高田市から受託しているいすゞ製ボンネットバスも、当社に車籍がある（所有は豊後高田市）。
- 大分交通本体から移籍した車両は、当初は側面のLED行先表示器や車内のICカード読み取り機を撤去している。両替機もICカード対応から廃車発生品と思しき非対応のものに替えている。2019年秋以降は中津営業所と高田営業所所属車はLED行先表示機はそのまま残置、稼働している（ICカードは未導入）
- 高田営業所には元遠鉄バスなどのワンステップバスもある。主に四日市発着（宇佐駅・宇佐八幡経由、長洲・柳ヶ浦経由の両方）で使用している。
- 2019年秋以降、安心院営業所にもワンステップバスが転属してきた。
- イオンモール三光シャトルバスもトラバス（緑と黄色の在来カラー）に塗り替えたワンステップバスに置き換えられた。その後、2ドア車に置き換えられたが、中央の乗降口は使用停止している（前方の乗降口から乗り降りする）。他にも通常の路線バス用に2ドアの車両はあるが、中央や後部の乗降口は使用停止して前方の乗降口のみ使用のバスも多い。

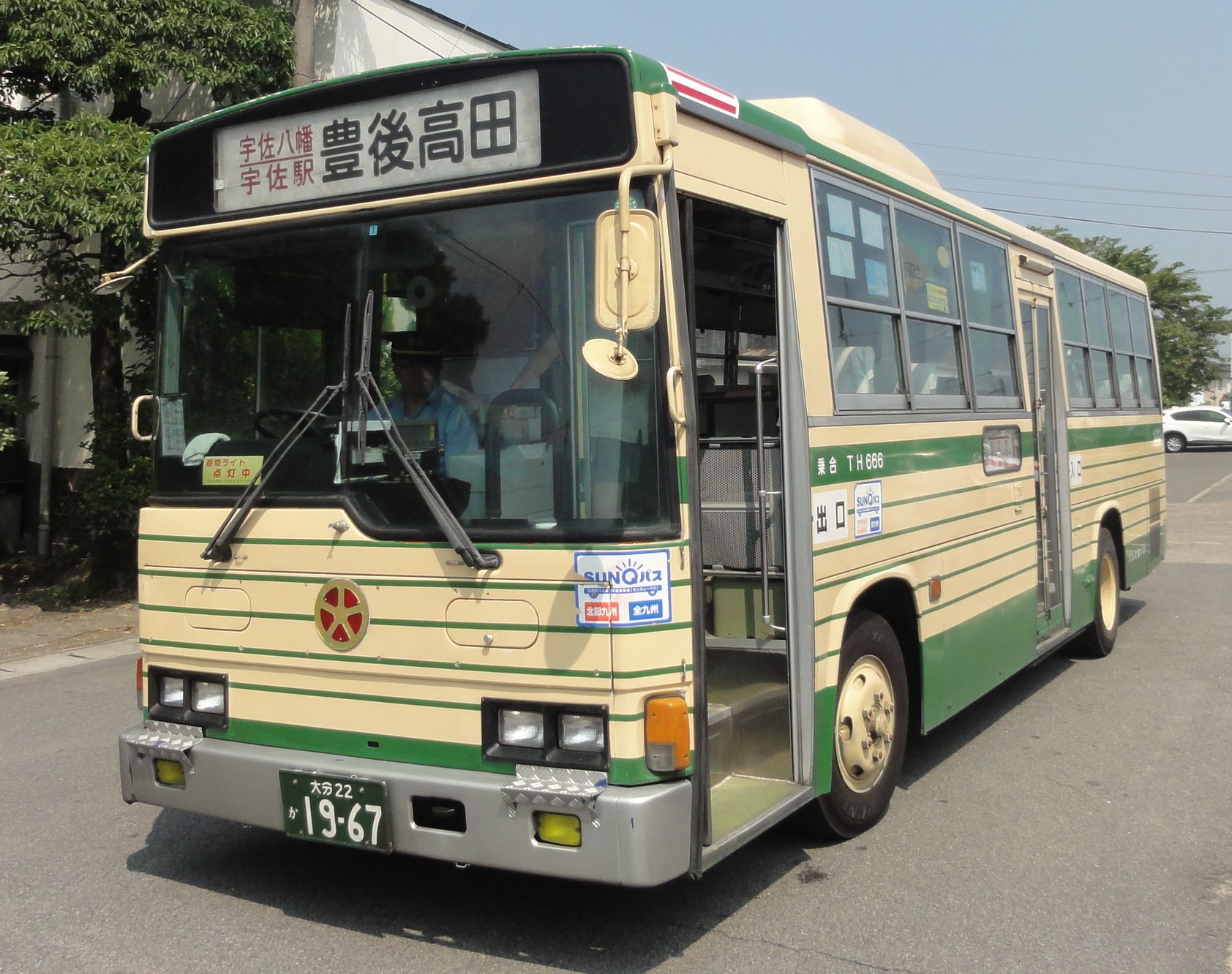
TH666 / 大分22か1967 1980年代までの大分交通一般路線車のカラーを復刻したもので現在はこのカラーの車両が多くなっている。
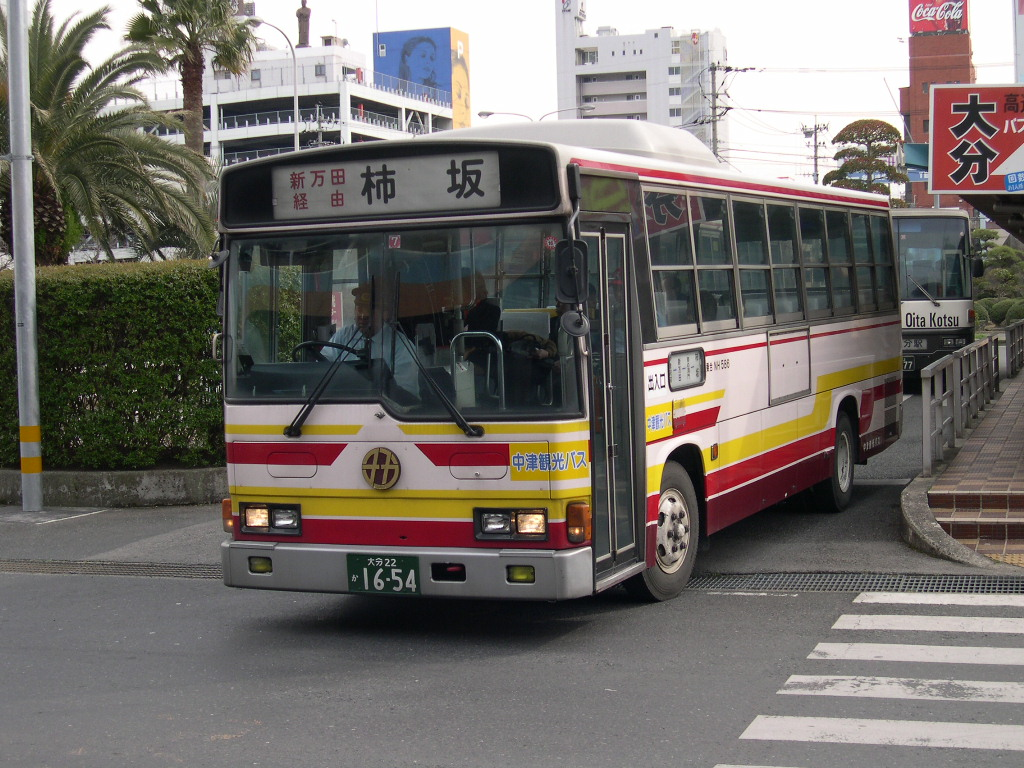
（中津観光バス）NH566 / 大分22か1654 中津観光バスのカラーは写真のように大分交通のカラーの赤色部分の一部を黄色にしたものであった。大交北部バスとなってからもこの色のまま残っている車両がある。
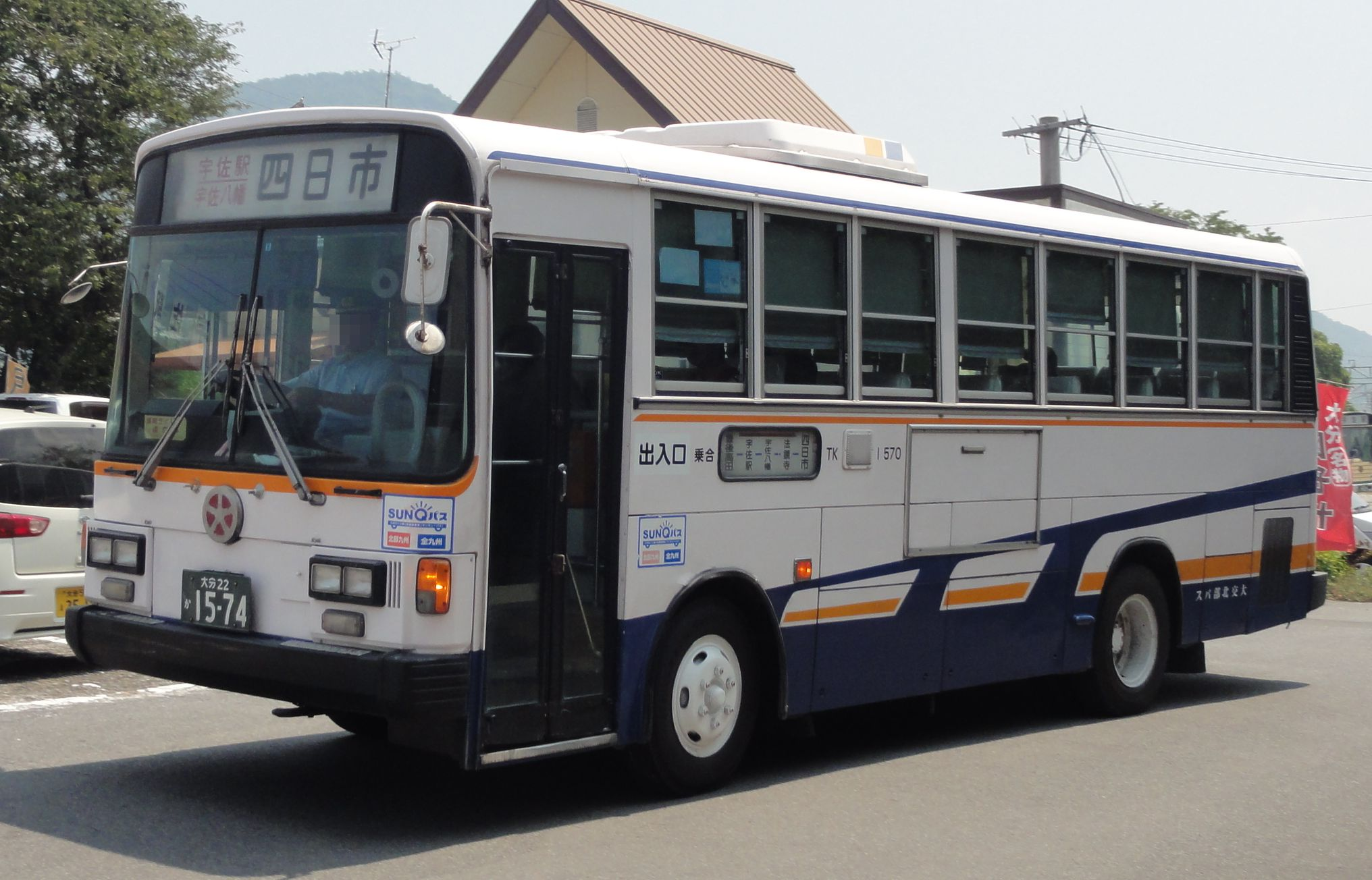
TKI570 / 大分22か1574 旧高田観光バスの車両で同社の独自カラーが残っている
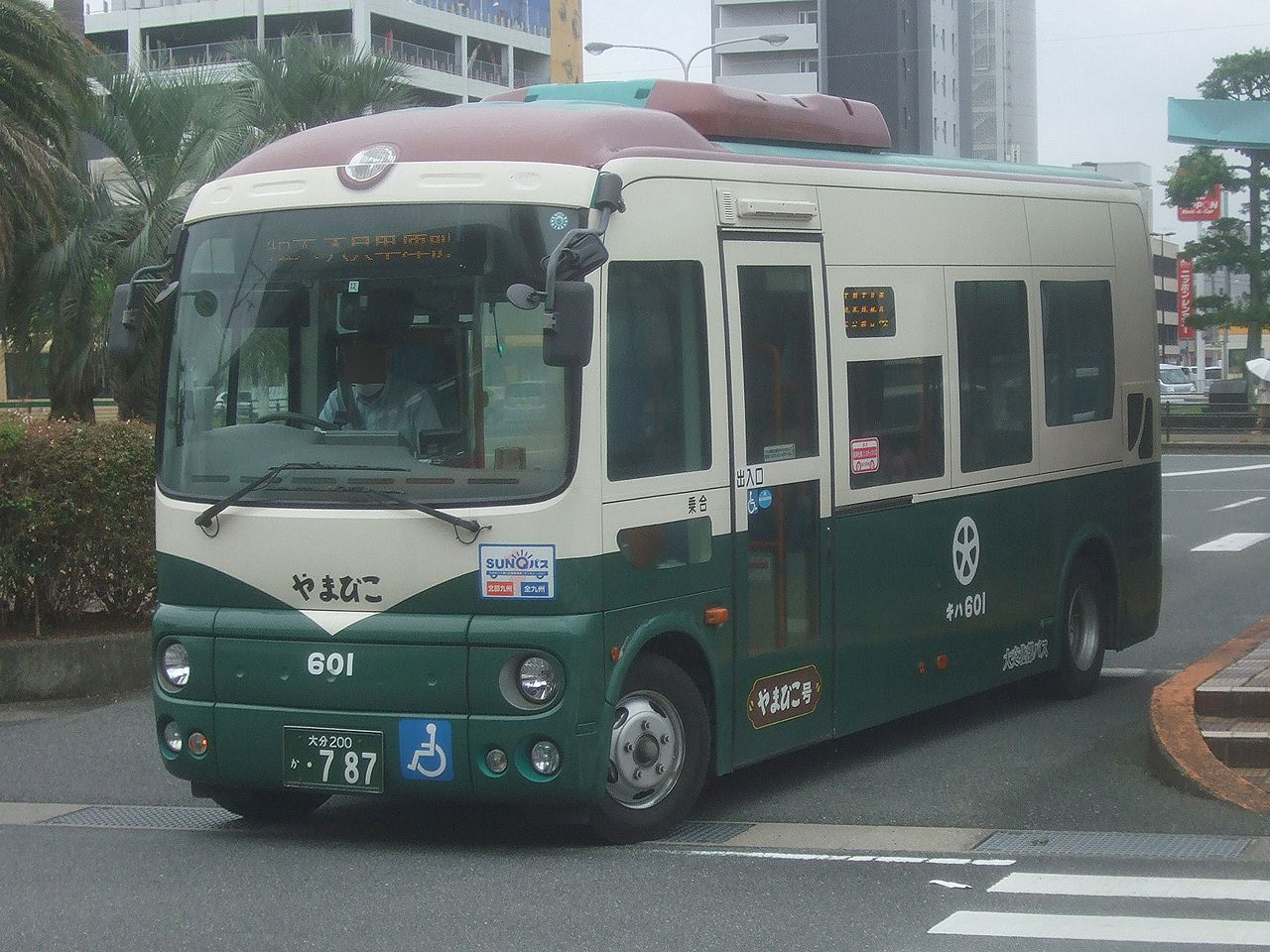
大分200か787 公有民営方式で中津市が保有するラッピングバス「やまびこ号」
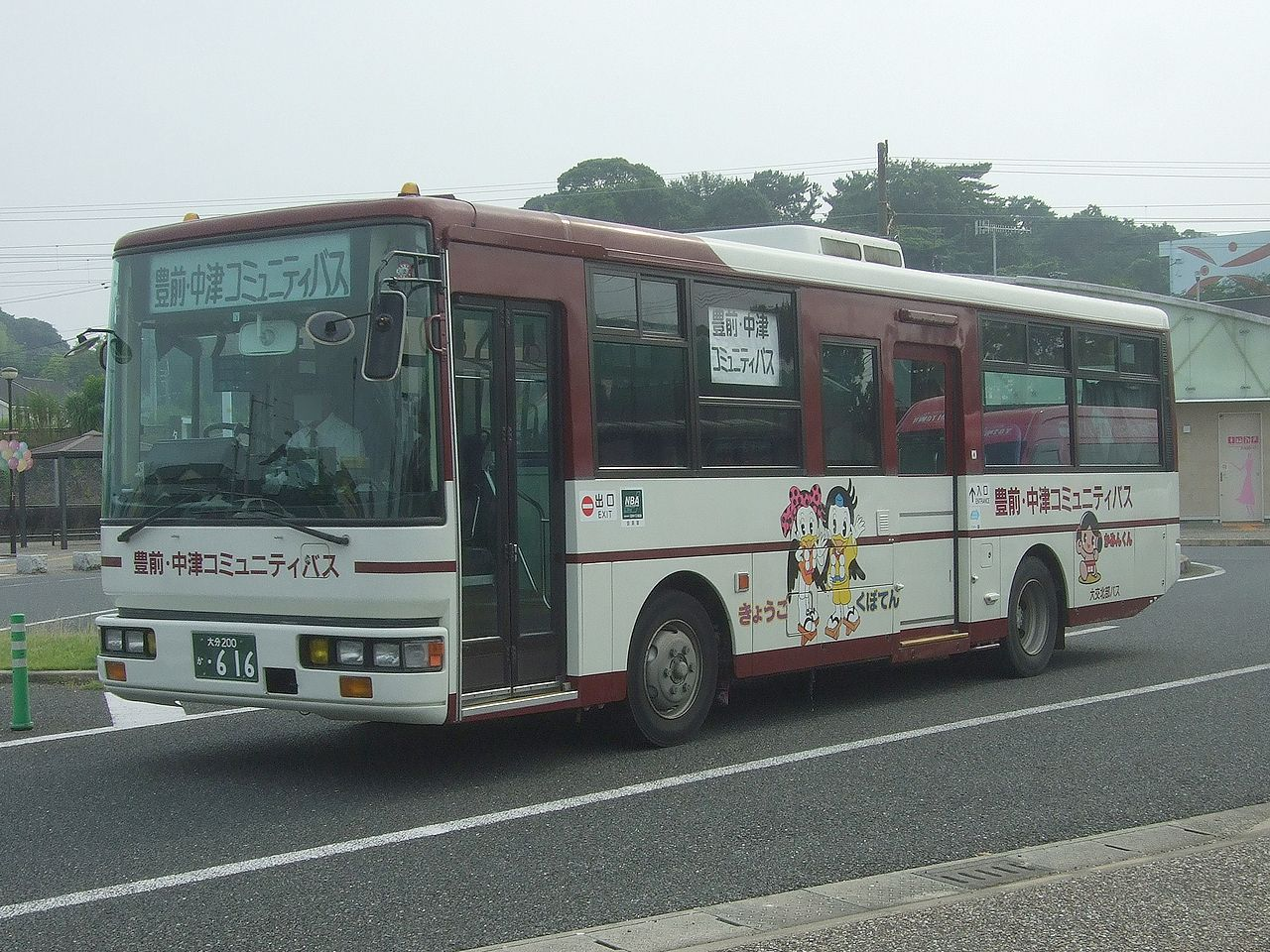
大分200か616 豊前・中津コミュニティバス専用車
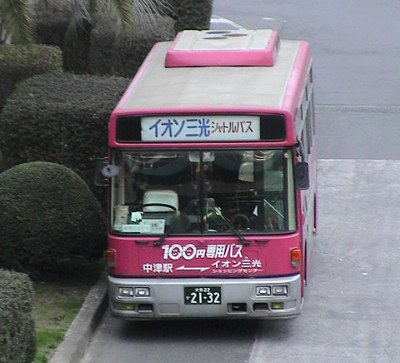
NKN6 / 大分22か2132 かつてのイオンモール三光シャトルバス専用車（現在は別の車両に代替された）。
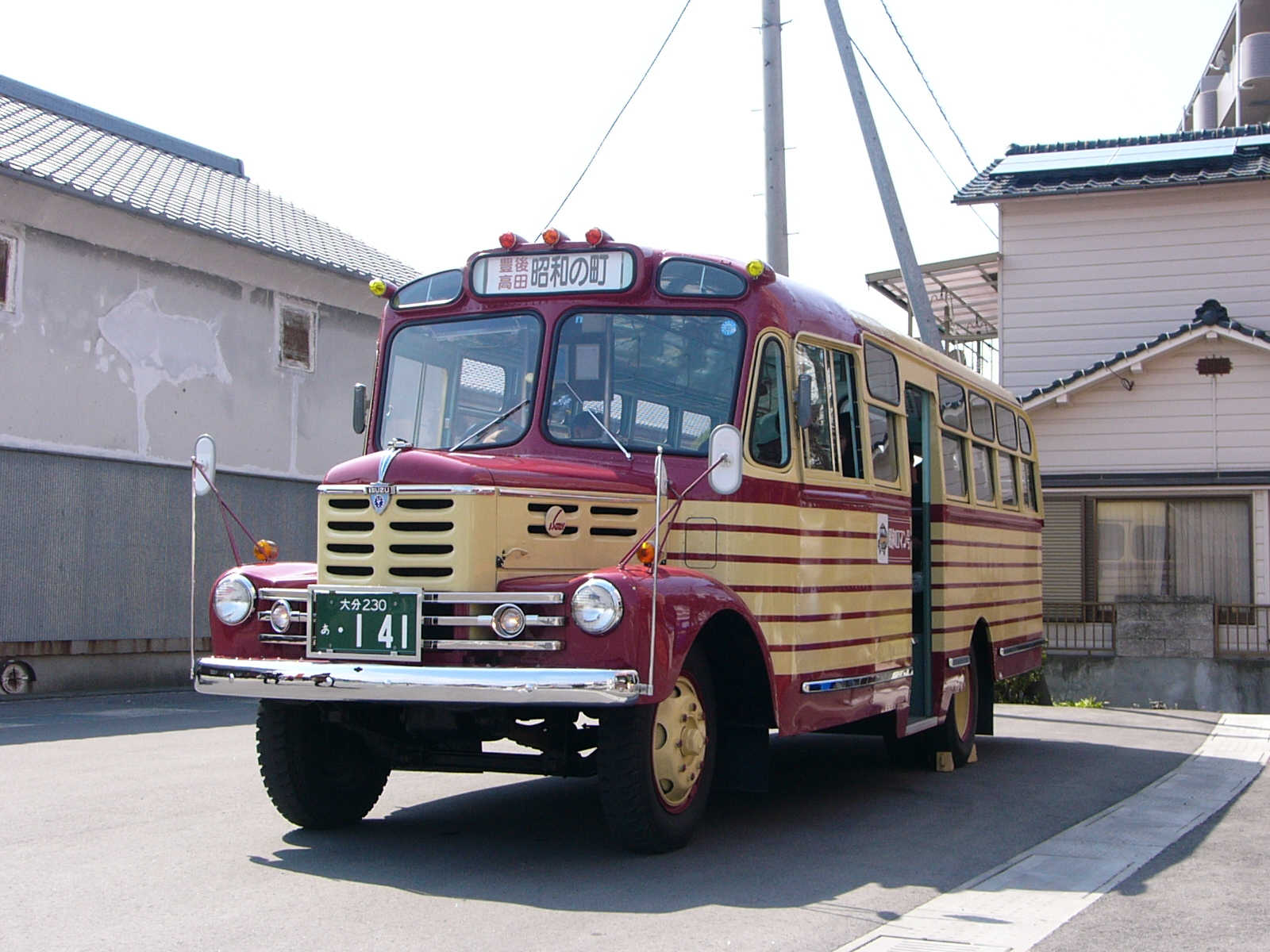
大分230あ141 豊後高田市の観光イベントとして主に土日祝日に昭和の町周辺を無料で周遊運行するいすゞ・BX141。現在は自家用登録（白ナンバー）となった。

## 現行路線

### 中津営業所・耶馬溪営業所

#### 県北快速リムジンバス（ノースライナー）
- 大貞車庫 - 中津駅 - 法鏡寺 - 宇佐市役所 - 宇佐八幡 - 宇佐駅 - 豊後高田 - 田染中村 - 大田支所 - 安岐町役場 - 大分空港

中津市・宇佐市など県北地域から大分空港へのアクセス路線。一般路線バスと同じ扱いで、途中停留所相互間の乗車も可能である。通常の路線バスが廃止された田染地区では唯一の路線バスでもある。なお、かつては宇佐駅前には入らず、宇佐駅の北側約400mの位置にある岩崎交差点（国道10号と国道213号の交点）そばの岩崎停留所に停車していたが、現在は岩崎には止まらず宇佐駅前に立ち寄るようになっている。

#### イオンモール三光シャトルバス
- 中津駅 - 新宮永 - 北高入口 - イオンモール三光
  - ※上記の停留所のみ停車

中津駅とイオンモール三光を結ぶシャトルバス。専用車両で運行され、料金は200円となっている（回数券は使用不可）。後述の中津駅 - 守実温泉線とほぼ同じ経路を通るが、クローズドドアシステムを採用しているため、途中停留所での客扱いは、イオンモール三光行きでは乗車のみ、中津駅行きでは降車のみとなる。

#### 旧中津市内・旧三光村方面
- 中津駅 - 東本町 - ゆめタウン前 - 中津市民病院前 - 工科短大前 - 田尻 - 東中津駅入口 - 鍋島 - 今津駅入口 - さ蕨前
- 中津駅 - 東本町 - 中津市民病院前 - 池永 - 大貞 - 大貞車庫
- 中津駅 - 東本町 - 中津市民病院前 - 池永 - 大貞 - 上の原 - イオン三光東 - 八面山荘（平和公園）
- 中津駅 - 中津市民病院入口 - 池永 - 大貞 - 薦神社 - 田中
- 中津駅 - 東九州短大前 - 沖代町 - 大貞公園 - 大貞車庫
- 中津駅 - 東九州短大前 - 沖代町 - 大貞公園 - 上の原 - 野路
- 中津駅 - 中津北高前 - 沖代町一丁目 - 大貞公園 - 大貞車庫
- 中津駅 - 中津北高前 - 沖代町一丁目 - 大貞公園 - 上の原 - 野路
- 中津駅 - 宮永 - 万田 - イオン三光東 - 上の原 - 少年院入口 -西秣入口 - 上秣 - アメニティかみまくさ
- 中津駅 - 宮永 - 万田 - 永添 - 大貞車庫

#### 耶馬溪・日田方面
- 中津駅 - 新万田 - イオンモール三光 - 野路 - 青の洞門 - 中島 - 平田 - 柿坂 - 耶馬渓（旬菜館） - 島 - 守実温泉 - 小河内 - 済生会 - 新天神町 - 日の出町 - 丸山町 - 日田
  - 現在は守実温泉で乗り継ぎが必要となっている（実際は直通する。公式HPや現地時刻表にもその旨の記載がある）。
  - 中津駅と日田を国道212号（日田往還）経由で結ぶ路線。2016年9月30日までは中津駅前～日田駅を直通する特急便であったが、2016年10月のダイヤ改正で、それまで運行していた中津 - 守実温泉の各停便への統合、耶馬渓（旬菜館）での系統分離（ただし実質は直通している。なお耶馬渓（旬菜館）をまたぐ場合は通算で運賃計算）などの変更が行われた[2]。
  - 2019年10月1日のダイヤ改正では柿坂乗り換えに変更され、乗り継ぎできる本数も減った。

### 安心院営業所（2020年10月1日以降は中津営業所と高田営業所が担当）
- 中津駅前 - 中津市民病院入口 - 犬丸 - 南敷田 - 四日市 - 法鏡寺 - 両川 - 円座 - 九人ヶ峠 - 上副 - 道の駅いんない - 辻 - 安心院（安心院営業所管内で休日も運転するのは当路線のみ）
- 中津駅前 - 中津市民病院入口 - 犬丸 - 南敷田 - 四日市 - 法鏡寺 - 両川 - 円座 - 九人ヶ峠 - 上副 - 院内支所前 - 道の駅いんない - 辻 - 安心院（中津駅前発は平日早朝に1本のみ。土曜は四日市始発。安心院発は平日のみ、夕方と夜に1本ずつのみ。いずれも学休日運休）
- 四日市 - 城 - 教覚寺 - 乙女 - 善光寺駅（平日に1往復のみ）
- 四日市 - 吉松入口 - 糸口小学校 - 国宝善光寺 - 善光寺駅（平日のみ）
- 安心院 - 深見中学校 - 福貴野（平日のみ）
- 安心院 - 津房農協前 - 六郎丸 - 五郎丸 - 東椎屋 - 仙人田茶屋（平日のみ）

亀の井バスが別府駅西口から元々運行していた路線であるが、2011年3月に仙人田止まりとなり、仙人田で接続できるダイヤとなっている。
2019年10月1日のダイヤ改正ではコミュニティバス扱いの安心院～亀川線も含めると当営業所管内だけで6路線も廃止になった。特に旧院内町の路線バスは中津 - 四日市 - （一部は院内支所経由）安心院のみとなった。また同区間以外の路線は平日のみの運行になった。

### 高田営業所
- 豊後高田 - 宇佐駅 - 宇佐八幡 - 宇佐市役所 - 法鏡寺 - 四日市
  - 平日に1往復ずつのみあった中津駅発着便と飛永発着便は2016年9月30日をもって四日市止まりとなった。なお、四日市での中津方面との接続は特に考慮されていない。（法鏡寺での安心院方面との接続も良くない）
- 豊後高田 - 宇佐駅
- 豊後高田 - 長洲駅 - 柳ヶ浦小松橋 - 柳ヶ浦駅 - 柳ヶ浦高校前 - 川部 - 法鏡寺 - 四日市
- 宇佐駅 - 豊後高田 - 呉崎 - 真玉 - 西堅来 - 香々地 - 竹田津 - 竹田津港 - 国見支所 - 伊美港 - 伊美

## 廃止路線

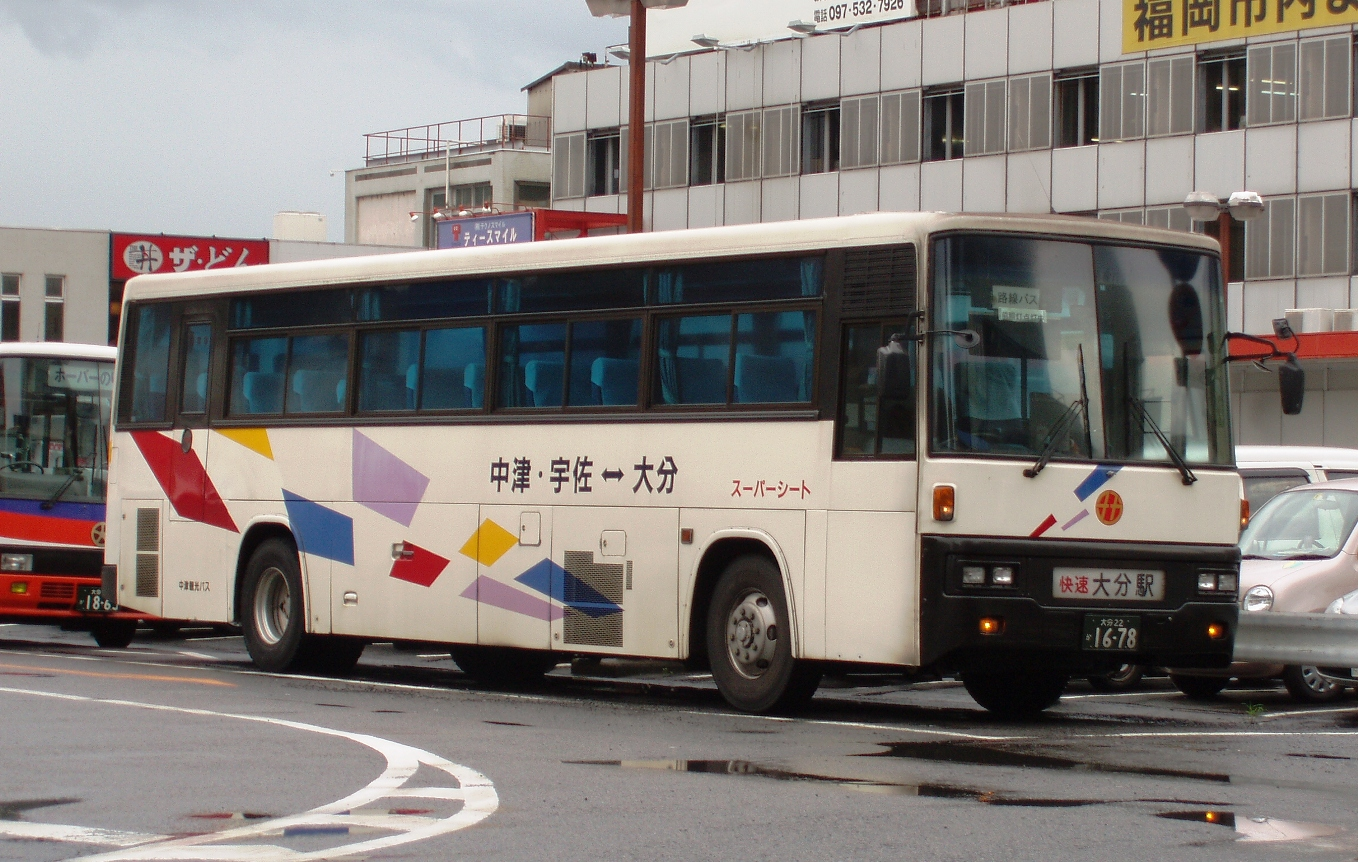
快速中津大分線の車両

- 中津駅 - 中津市民病院入口 - 南敷田 - 四日市 - 法鏡寺 - 両川 - 高速安心院 - 亀川駅 - 別府北浜 - 高崎山 - 大分駅 （快速中津大分線）
  - 中津駅と大分駅を結ぶ路線。院内インターチェンジから速見インターチェンジまで宇佐別府道路を経由。1日4往復のうち、中津駅発の始発便のみ速見インターチェンジから大分インターチェンジまで大分自動車道を利用していた。しかし、利用者減少と燃料費の高騰により2009年4月1日の改正をもって廃止された[3]。なお、かつて中津 - 大分線は、国道10号経由の特急便（中津特急）として運行されていた。
- 特急：中津駅 - 新万田 - イオンモール三光 - 野路 - 青の洞門駐車場 - 中島 - 平田 - 柿坂 - 裏耶馬渓入口 - 守実 - 小河内 - 医療センター - 新天神町 - 日の出町 - 丸山町 - 日田（上記の通り特急便としては2016年9月30日をもって廃止）
- 安心院 - 下佐田 - 浄土寺 - 南端小学校前 - 大所 - 国立別府病院 - 亀川駅 - 六勝園 - 観光港（第三埠頭 - 別府交通センター） - 餅ヶ浜 - 別府北浜 - 別府駅
  - 平成初頭までは、中型トップドア車で大分駅まで運行されていた。安心院 - 亀川駅間の運行に短縮されたのち、月水金のみ運行の宇佐市コミュニティバス扱いとなり、2019年10月1日ダイヤ改正で廃止。
- 豊後高田 - 宇佐駅 - 宇佐八幡 - かんぽの郷 - 大分県歴史博物館 - 宇佐市役所 - 法鏡寺 - 四日市
  - 土休日のみ1.5往復運転されていたが、2016年10月1日のダイヤ改正で廃止。
- 中津駅 - 中津市民病院入口 - 犬丸 - 南敷田 - 四日市 - 法鏡寺 - ミスターマックス

- 宇佐駅 - 豊後高田 - 真玉役場- 黒土
- 宇佐駅→豊後高田→田染中村→富貴寺→田染中村→真木大堂→熊野磨崖仏→胎蔵寺→熊野磨崖仏→真木大堂→田染中村→宇佐駅（周遊バス）

- 四日市 - 山口 - 上麻生
- 円座 - 九人ヶ峠 - 上副 - 院内役場前 - 下恵良（ - 大坪 - 下恵良 - 土岩屋 - 下恵良） - 田所 - 西椎屋（以前は四日市 - 田所の便もあった）
- 安心院 - 辻 - 上副 - 院内役場前 - 日の岳
- 安心院 - 辻 - 上副 - 院内役場前 - 定別当
- 安心院 - 血野 - 九人ヶ峠 - 円座
- 安心院 - 飛
- 浄土寺 - 中山香駅 - 山香町役場
- 浄土寺 - 山香病院前- 中山香駅 - 立石駅 - 山浦
- 安心院 - 山浦 - 上立石 - 立石 - 竜が尾 - 中山香
- 山香病院前- 中山香駅 - 立石駅口 - 宇佐駅
- 中山香 - 立石 - 下沓掛 - 波多方 - 俣水
- 中山香 - 立石 - 下沓掛 - 田染河内
- 豊後高田 - 払田 - 新城 - 並石
- 豊後高田 - 田染中村 - 大田村役場 - 田原学校 - 小野
- 豊後高田 - 田染中村 - 真木大堂 - 熊野石仏口 - 立石駅前
- 中津駅 - 中津市民病院入口 - 池永 - 大貞 - 薦神社 - 少年学院官舎
- ［中津駅 - 上秣］ - 宮地 - 深泉寺 - 山口
- 柿坂 - 島 - 守実温泉 - 伏木 - 天神町 - 日の出町 - 日田
- 日田 - 上町通り - 丸山町 - 日の出町 - 新天神町 - 医療センター
- 柿坂 - 平田 - 三尾母 - 上福土
  - 2016年10月1日ダイヤ改正で廃止[2]。
- 柿坂 - 島 - 樋桶山登山口
  - 2016年10月1日ダイヤ改正で廃止[2]。
- 柿坂 - 津民 - 落合 - 永岩小学校 - 相の原
- 柿坂 - 津民 - 落合 - 奥畑
- 柿坂 - 床波 - 温泉プール入口 - 下伊福